# Allendorf (Hoher Fläming)
Allendorf war eine wüste Feldmark südöstlich von Jeserig/Fläming, einem Ortsteil der Gemeinde Wiesenburg/Mark, die im Landkreis Potsdam-Mittelmark in Brandenburg liegt.

## Lage
Die Feldmark lag südöstlich von Jeserig. Dort existierte eine Dorfstelle zu beiden Seiten der Grenze von Jeserigerhütten und Grubo. An dieser Flurgrenze weist der Flurname Alte Kirche auf eine Dorfkirche hin, die ebenfalls nicht mehr existiert.

## Geschichte
Die erste urkundliche Erwähnung stammt aus dem Jahr 1388 als Czu Albenstorff. Die Feldmark gehörte vor 1487 bis 1755 der Familie Brandt von Lindau. Die Feldmark war nachweislich 1487 bereits wüst und erschien 1525 als albernndorff und 1575 als Alßdorf in den Akten. Allendorf war in dieser Zeit vermutlich Tochterkirche von Jeserig; ein weiterer Hinweis auf eine Dorfkirche. Der Zehnt fiel 1555 und 1575 an Wiesenburg. Im Jahr 1592 wurde von Alendorf wüste berichtet. Zu dieser Zeit zinste der Krüger aus Jeserig von der Dorfstätte Allendorf. Der Schulze bewirtschaftete dort 17 Morgen (Mg) Heideland, ein Hufner weitere 22 Mg Heideland, ein anderer Hufner 24 Mg Heideland sowie ein weiterer Hufner 3 ½ Mg. Fünf Kossäten bewirtschafteten 6 Mg, 5 ½ Mg, 3 Mg 3 Viertel, 11 Mg und 7 ½ Mg. Anschließend ging die Feldmark in der Feldmark von Jeserig auf und wurde nicht mehr besiedelt. Die Fläche war von 1755 bis 1765 im Besitz der Familie von Trotta genannt Treyden und ging anschließend an die von Watzdorf.